# Samuel Buri
Samuel Buri (* 27. September 1935 in Täuffelen, Kanton Bern) ist ein Schweizer Kunstmaler.

## Leben

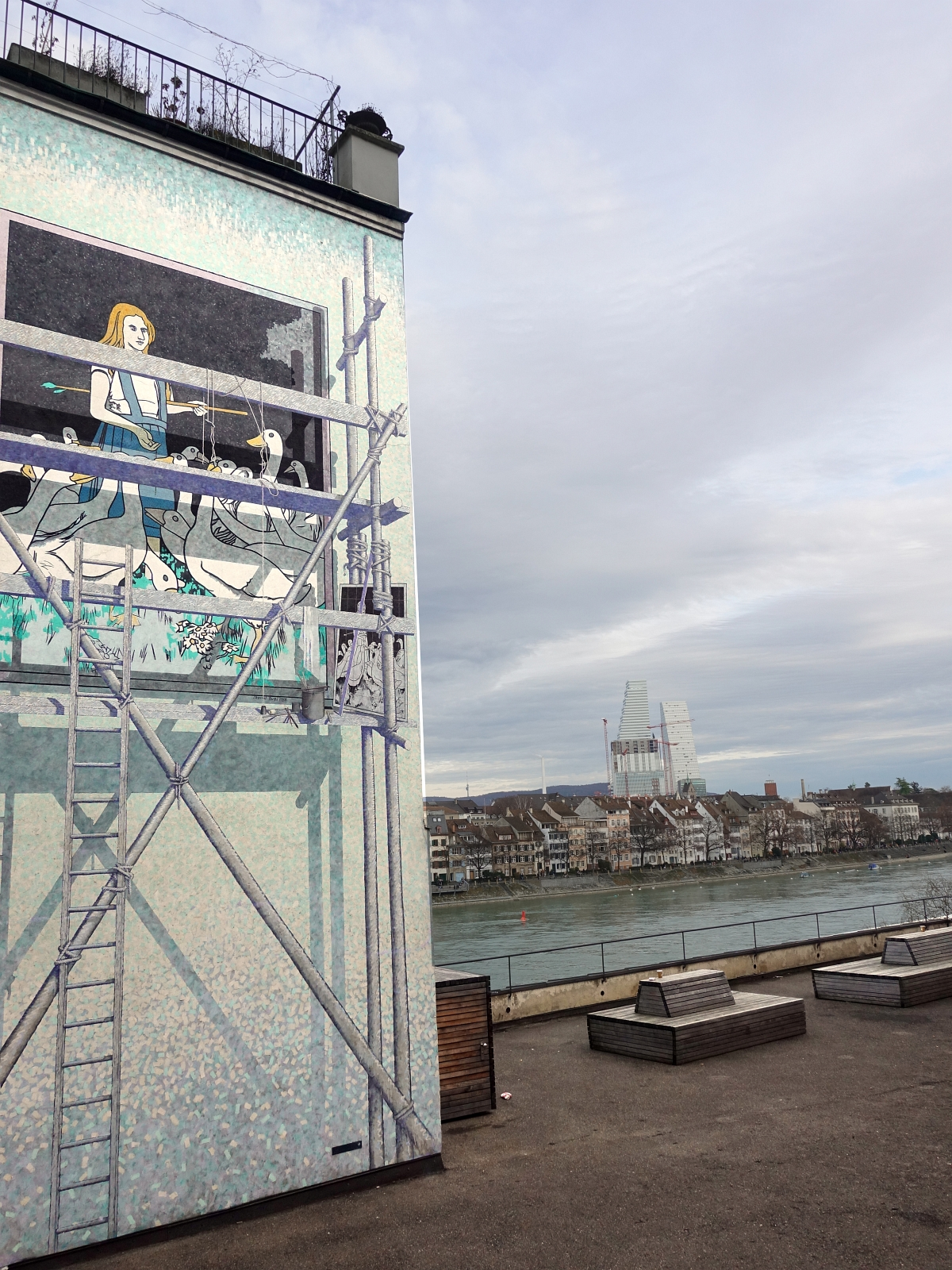
Wandmalerei Gänseliesl, 1978, Rheinsprung 9, Basel-Stadt

Samuel Buri wurde am 27. September 1935 in Täuffelen, Kanton Bern, geboren. 1948 zog die Familie nach Basel, weil sein Vater, Fritz Buri, als Pfarrer in der St.-Alban-Kirche und später im Münster arbeitete.
1959 lernte Buri seine erste Frau, die französische Bühnenbildnerin und Kostümausstatterin Christine Herscher, kennen. Er zog Ende 1959 zu ihr nach Paris und später nach Givry im Burgund. 1962, 1963 und 1965 wurden sie Eltern von drei Kindern. Mitte der 1970er Jahre zog es ihn nach Habkern ins Berner Oberland, wo er ab 1977 ein altes Bauernhaus zu einem Wohn- und Atelierhaus umbaute. Mit seiner zweiten Frau, der Basler Kunsthistorikerin Anna Rapp Buri wohnt er seither in Basel und Habkern. 1982 und 1987 wurde er erneut Vater von zwei Töchtern.

## Werk

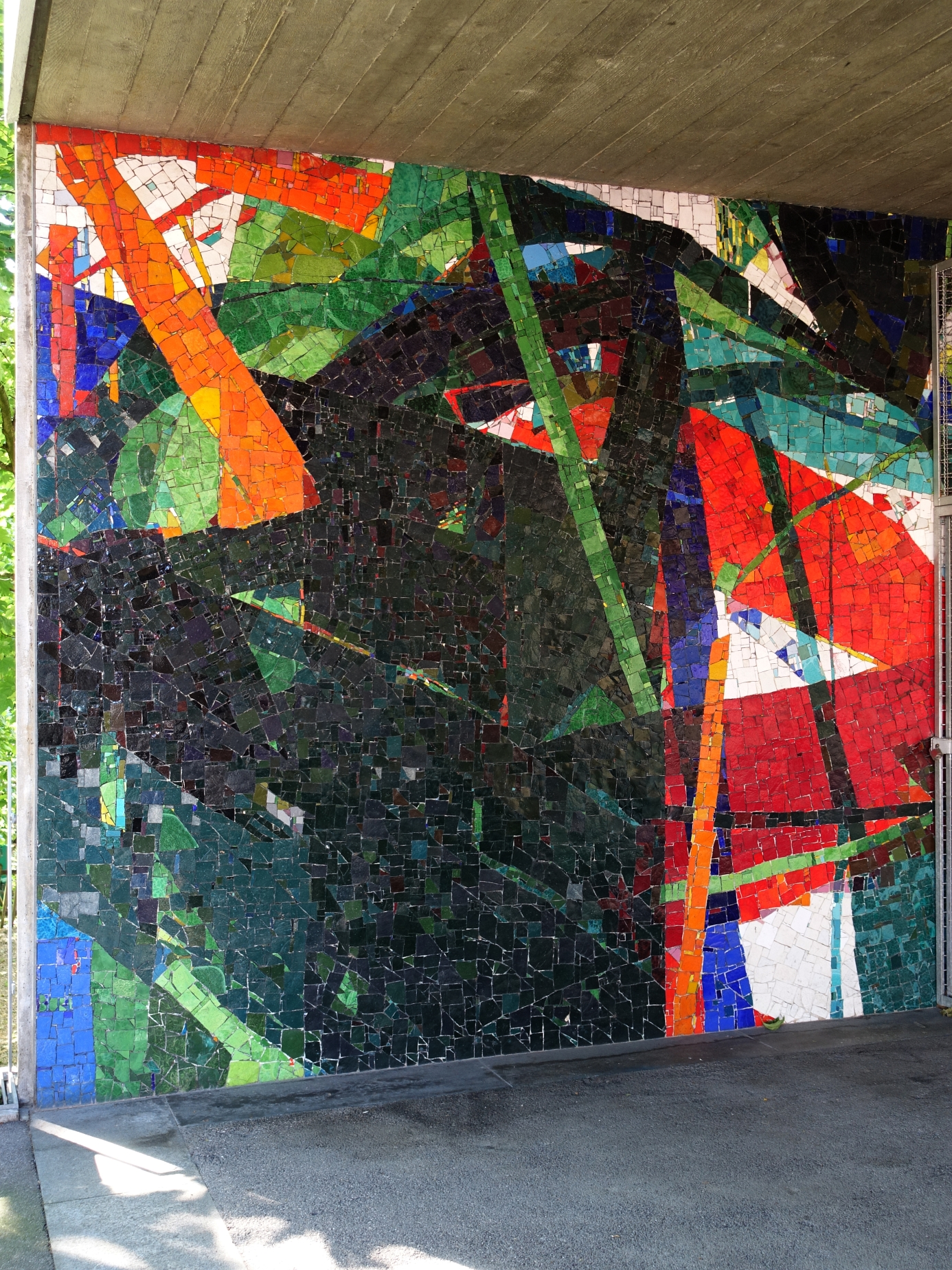
Glasmosaik, Vas-y, 1961–1962

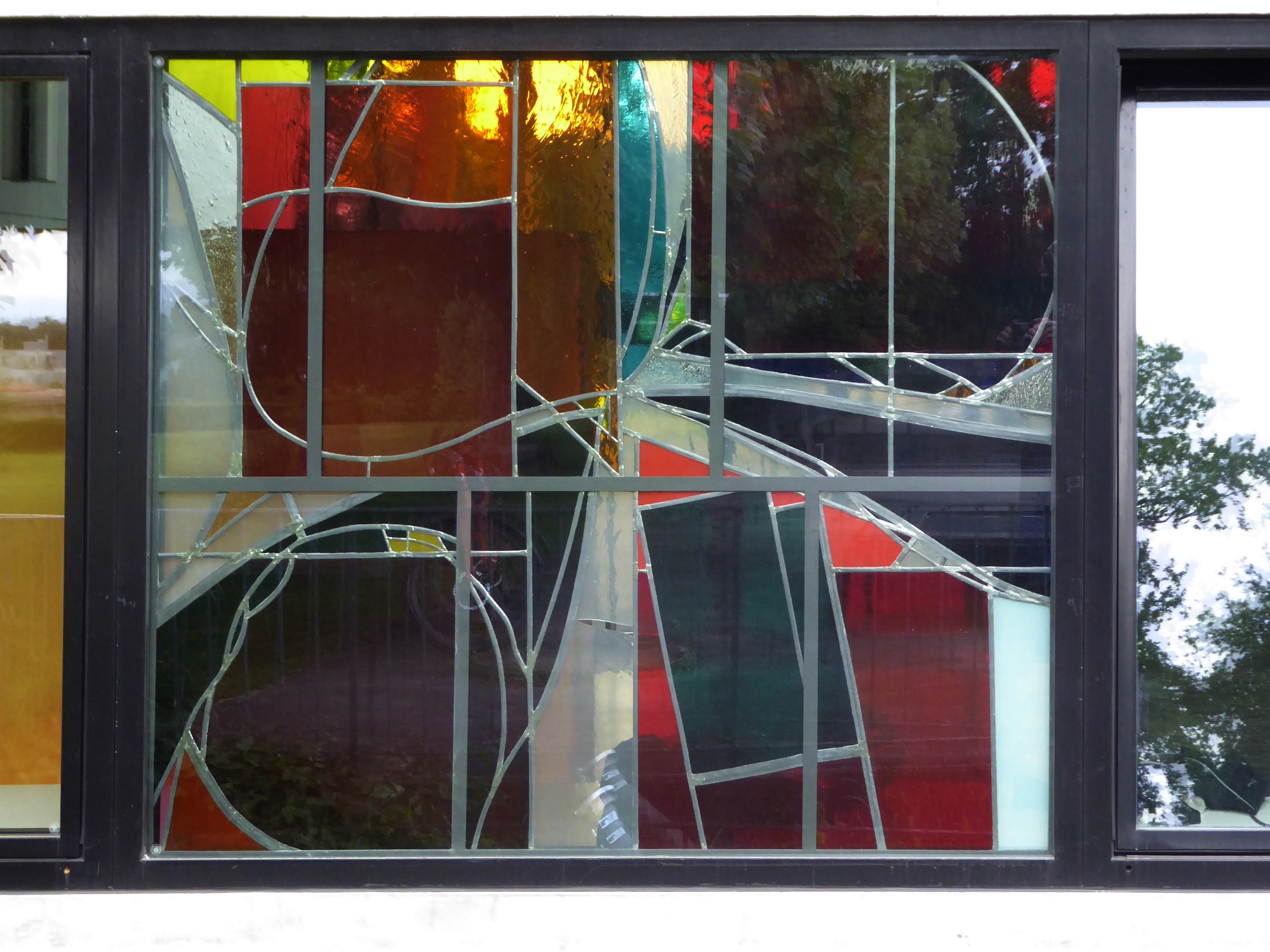
Glasfenster. Sekundarschulhaus in Binningen

Die Kunsthistorikerin Katharina Katz schreibt: 
Buris Werk, das schwerpunktmässig Leinwandbilder, Wandmalereien, Glasfenster, Mosaike, Aquarelle und Lithografien umfasst, hat kein erzählerisches Programm. Es will durch das Zusammenspiel von Farbe und Form das Auge herausfordern und im Sinne von Matisse’ «Joie de vivre» erfreuen. Landschaften, Bäume, das Atelier, Kirchen und Kreuzgänge, Blumen- und Früchtestilleben sowie Porträts sind die wichtigsten Sujets. Zentrale Themen sind Natur und Bildillusion, der Malakt, der Maler. Spektrale Farbigkeit, Kombinationen von komplementären Farbpaaren, serielle Variation der Farbe, Gegenüberstellung von geometrischen und organischen Formen und der Hang zum Ornament sind charakteristisch. Die Arbeit in Serien, die Kombination von verschiedenen Stilelementen und zu verschiedenen Zeiten, Bereichen und Ebenen gehörende Motive sind typische Merkmale in Buris Werk.
Im Winter 1952/53 beteiligte sich Samuel Buri erstmals an der jährlichen Weihnachtsausstellung (Vorläuferin der heutigen Regionale) in der Kunsthalle Basel. Von 1953 bis 1955 besuchte er die Basler Gewerbeschule, Malklasse von Martin Christ, Kurse bei Walter Bodmer, Theo Eble, Max Sulzbachner, Gustav Stett und Max Zulauf. 1955 assistierte er Hans Stocker bei der Ausführung von Mosaiken und 1956 von Glasfenstern.
Arnold Rüdlinger trug mit seiner Begeisterung für den amerikanischen Abstrakten Expressionismus dazu bei, dass sich Buri von der traditionelleren Malerei seines Lehrers Christ löste. Auch die Begegnung mit Sam Francis Mitte der 1950er-Jahre war von Bedeutung. 1956 entstanden in Habkern erste halbabstrakte Winterbilder und im Sommer in Griechenland abstrahierende Impressionen vom Meer. Ab 1957 wurden die leuchtend farbigen Bilder mit fleckigem oder gestischem Farbauftrag und dekorativen Farbverläufen zunehmend abstrakter. Zudem erhielt er nun erste Aufträge für Kunst am Bau.
In Paris gewannen die abstrakten Farbvisionen Buris eine lyrisch-atmosphärische Qualität. Bereits 1962 kehrte er unter dem Einfluss der angelsächsischen Pop Art zur Gegenständlichkeit zurück. Er malte florale Motive, vom häuslichen Alltag inspirierte Darstellungen und Sujets aus dem Landleben mit einer Schablonentechnik in Acrylfarben. Vorlagen für die Schablonen waren Abbildungen in Warenkatalogen, Zeitungen oder auf Postkarten. Das Ende der Pop-Art-Phase in Buris Werk fiel mit den politischen Unruhen in Frankreich Ende der 1960er-Jahre zusammen.
Der Umzug nach Givry 1971 leitete eine neue Phase seiner Arbeit ein. Ein Besuch des Salon de l’agriculture hatte ihn zur Herstellung lebensgrosser Plastiken von Kühen aus Gips oder Polyester angeregt, die er mit farbigen Mustern bemalte.
In den 1970er-Jahren begann Buri im Burgund vermehrt in der Natur zu malen. Es entstanden naturalistischere Werke mit ausgesprochen malerischem Charakter, in welche die Erfahrungen aus der abstrakten Malerei und der Pop Art einflossen.

## Werke (Auswahl)
- 1958: Sommer (Triptychon), Sammlung Kunstmuseum Basel
- 1964: Parasol, Restaurant Kunsthalle Basel
- 1967: Greti, Sammlung Kunstmuseum Basel
- 1975: Monet 4, genre Buri, Sammlung Kunstmuseum Basel
- 1978: Gänseliesel, Wandmalerei, Haus zum Kranichstreit, Rheinsprung, Basel
- 1979–1982: Entwürfe für die Chorfenster des Basler Münsters (unausgeführt); Musterscheibe in der Sammlung Kunstmuseum Basel
- 1985: Wandbild im Zunfthaus Zum Schlüssel, Basel (Auszeichnung Basler Heimatschutz 1986).
- 1997: 20 Fr.-Sondermünze anlässlich des 200. Geburtstages des Schriftstellers Jeremias Gotthelf.
- 2007: Illumination der neuen Zürcher Bibel

## Ausstellungen (Auswahl)
- 1958: Galerie Riehentor, Basel
- 1965: Galerie Handschin, Basel
- 1969: Für Veränderungen aller Art, Kunsthalle Basel
- 1970: Biennale di Venezia
- 1971: Schweizer Vertreter an der Biennale von São Paulo, zusammen mit Kurt Sigrist und Markus Raetz
- 1974: Museum zu Allerheiligen, Schaffhausen
- 1976: Musée d’art moderne de la Ville de Paris.
- 1977: Kunsthalle Basel
- 1983, 1988, 1992, 2005 Einzelausstellung Galerie Beyeler, Basel
- 1985: Retrospektive im Kloster Bellelay (BE)
- 1989: Galerie Roswitha Haftmann Modern Art, Zürich[4]
- 1991: Swiss Institute, New York.
- 1994: retrospektive Ausstellungen: rive droite in Basel
- 2003: Kloster Disentis (nachdem Samuel Buri als Artist-in-Residence dort weilte)
- 2004: Haus der Kunst St. Josef in Solothurn
- 2009, 2010, 2013, 2015, 2018: Galerie Carzagina
- Seit 2009: regelmässig mit Arbeiten in der Galerie Carzaniga Basel an der ART Basel vertreten
- Seit 2017: Triptychon Sommer in der Dauerausstellung des Kunstmuseums Basel ausgestellt
- 2018: Fokus Samuel Buri, Kabinettausstellung im Kunstmuseum Basel
- 2024: Schloss Spiez Samuel Buri & das Berner Oberland[5]

## Auszeichnungen und Stipendien (Auswahl)
- 1955: Kiefer-Hablitzel-Stipendium
- 1965: Jubiläumspreis für Malerei der GSMBA
- 1967: Prix Arnys und Premio di Lissone
- 1985: Wandbild im Zunfthaus Zum Schlüssel, Basel (Auszeichnung Basler Heimatschutz 1986).